# Real Madryt (koszykówka)
Real Madrid Baloncesto – hiszpański klub koszykarski, założony w 1931 roku w Madrycie. Real Madryt jest najbardziej utytułowanym klubem koszykarskim w Hiszpanii i w Europie, oraz jedynym zespołem obok Joventutu Badalona, który nigdy nie spadł z hiszpańskiej ekstraklasy.
Za legendy koszykarskiej sekcji Realu Madryt uważa się Arvydasa Sabonisa, Dražena Petrovica, Dejana Bodirogę, Drazena Dalipagica, Rimaas Kurtinaitisa czy Zorana Savica, oraz trenerów Željko Obradovia, George’a Karla czy Božidara Maljkovica.
Prezesem klubu jest Florentino Pérez, a jego honorowym odpowiednikiem Emiliano Rodríguez. Od czerwca 2009, funkcję dyrektora odpowiedzialnego za sekcję koszykówki sprawuje Antonio Maceiras, którego asystentem jest Alberto Herreros, były zawodnik madryckiego klubu. Od lipca 2014 głównym sponsorem sekcji koszykarskiej jest firma produkująca sprzęt AGD – Teka. Inni ważni sponsorzy to Adidas, który odpowiedzialny jest za klubowe stroje, firma spożywcza San Miguel i producent baterii słonecznych Solaria.
Drużyna rozgrywa swoje mecze w hali sportowej Palacio de Deportes de la Comunidad de Madrid, która może pomieścić nawet 15000 widzów. Hala została wyremontowana i unowocześniona w 2005, w miejscu innego obiektu, który wybudowany został w 1960, jednakże spłonął w 2001 roku. Koszykarska sekcja Realu już w latach wcześniejszych rozgrywała tutaj spotkania. Miało to miejsce w latach 1987–1999.
W swojej wieloletniej historii, koszykarska sekcja Realu Madryt 36-krotnie zdobywała tytuł mistrza Hiszpanii, 26-krotnie Puchar Hiszpanii, oraz 4-krotnie Superpuchar Hiszpanii. Real Madryt jest również najbardziej utytułowaną drużyną w Europie, mając na swoim koncie 11 tytułów mistrzowskich Euroligi, 1 zwycięstwo w Pucharze ULEB oraz cztery wygrane w Pucharze Saporty. W 1965 i 1974, drużyna zdobyła tzw. „Potrójną Koronę”, odnosząc w ciągu jednego sezonu zwycięstwa w 3 różnych rozgrywkach. W 2015, zespół prowadzony przez Pablo Laso rozegrał najlepszy sezon w historii klubu, wygrywając wszystkie 4 trofea, łącznie z reaktywowanym po 17 latach Pucharem Interkontynentalnym.

## Zawodnicy

### Członkowie Koszykarskiej Galerii Sław
- Dražen Dalipagić, 1982–1983, wprowadzony w 2004
- Antonio Díaz-Miguel, 1958–1961, wprowadzony w 1997
- Pedro Ferrándiz, trener, 1959–1962, 1964–1965, 1966–1975, wprowadzony w 2007
- Dražen Petrović, 1988–1989, wprowadzony w 2002
- Arvydas Sabonis, 1992–1995, wprowadzony w 2011

### Zastrzeżone numery
- 10 –  Fernando Martín Espina, 1981–1986, 1987–1989

### Kadra
Stan na 16 stycznia 2025.
| Nr | Poz. | Nar.                          | Nazwisko i imię      | Data urodzenia | Wzrost | Masa ciała |
| -- | ---- | ----------------------------- | -------------------- | -------------- | ------ | ---------- |
| 4  | PG   | Stany Zjednoczone             | Smith, Dennis        | 1997-11-25     | 191 cm | 93 kg      |
| 6  | SF   | Hiszpania                     | Abalde, Alberto      | 1995-12-15     | 202 cm | 95 kg      |
| 7  | PG   | Argentyna                     | Campazzo, Facundo    | 1991-03-23     | 178 cm | 88 kg      |
| 8  | PF   | Kanada                        | Rathan-Mayes, Xavier | 1994-04-24     | 191 cm | 94 kg      |
| 9  | SF   | Hiszpania                     | González Peña, Hugo  | 2006-02-05     | 198 cm | 93 kg      |
| 11 | F    | Chorwacja                     | Hezonja, Mario       | 1995-02-25     | 206 cm | 110 kg     |
| 13 | G/F  | Bośnia i Hercegowina          | Musa, Džanan         | 1999-05-08     | 206 cm | 94 kg      |
| 14 | F    | Argentyna                     | Deck, Gabriel        | 1995-02-08     | 198 cm | 105 kg     |
| 15 | C    | Senegal                       | Gueye, Sidi          | 2007-10-12     | 207 cm |            |
| 16 | C/F  | Hiszpania                     | Garuba, Usman        | 2002-03-09     | 203 cm | 115 kg     |
| 18 | C/F  | Hiszpania                     | Ibaka, Serge         | 1989-09-18     | 210 cm | 107 kg     |
| 20 | C    | Angola                        | Fernando, Bruno      | 1998-08-15     | 208 cm | 106 kg     |
| 22 | C    | Republika Zielonego Przylądka | Tavares, Walter      | 1992-03-22     | 220 cm | 125 kg     |
| 23 | G    | Hiszpania                     | Llull, Sergio        | 1987-11-15     | 190 cm | 94 kg      |
| 24 | PG   | Dominikana                    | Feliz, Andrés        | 1997-07-15     | 186 cm | 92 kg      |
| 30 | C/F  | Hiszpania                     | Ndiaye, Eli          | 2004-06-26     | 204 cm | 95 kg      |

Trener:  Jesús Mateo
 Asystenci: • Francisco Redondo • Isidoro Calín • Juan Trapero

## Sukcesy

### Krajowe
- Mistrzostwo Hiszpanii: 37 (rekord)

1957, 1958, 1959/1960, 1960/1961, 1961/1962, 1962/1963, 1963/1964, 1964/1965, 1965/1966, 1967/1968, 1968/1969, 1969/1970, 1970/1971, 1971/1972, 1972/1973, 1973/1974, 1974/1975, 1975/1976, 1976/1977, 1978/1979, 1979/1980, 1981/1982, 1983/1984, 1984/1985, 1985/1986, 1992/1993, 1993/1994, 1999/2000, 2004/2005, 2006/2007, 2012/2013, 2014/2015, 2015/2016, 2017/2018, 2018/2019, 2021/22, 2023/24
- Puchar Hiszpanii: 29 (rekord)

1951, 1952, 1954, 1956, 1957, 1960, 1961, 1962, 1965, 1966, 1967, 1970, 1971, 1972, 1973, 1974, 1975, 1977, 1985, 1986, 1989, 1993, 2012, 2014, 2015, 2016, 2017, 2020, 2024
- Superpuchar Hiszpanii: 10 (rekord)

1984/85, 2012, 2013, 2014, 2018, 2019, 2020, 2021, 2022, 2023

### Międzynarodowe
- Euroliga: 11 (rekord)

1963/1964, 1964/1965, 1966/1967, 1967/1968, 1973/1974, 1977/1978, 1979/1980, 1994/1995, 2014/2015, 2017/2018, 2022/2023
- Puchar ULEB: 1

2006/2007
- Puchar Saporty: 4 (rekord)

1983/1984, 1988/1989, 1991/1992, 1996/1997
- Puchar Koracza: 1

1987/1988
- Puchar Interkontynentalny: 5 (rekord)

1976/1977, 1977/1978, 1978/1979, 1981/1982, 2015/2016
- Superpuchar Europy: 1 (rekord)

1989
- Puchar Latina: 1 (rekord)

1952/1953
- Potrójna Korona: 3

1965, 1974, 2015

### Inne
- Międzynarodowy Turniej Świąteczny: 26 (rekord)

1967/1968, 1968/1969, 1969/1970, 1970/1971, 1972/1973, 1973/1974, 1974/1975, 1975/1976, 1976/1977, 1977/1978, 1978/1979, 1980/1981, 1981/1982, 1985/1986, 1986/1987, 1987/1988, 1990/1991, 1991/1992, 1992/1993, 1995/1996, 1996/1997, 1997/1998, 2000/2001, 2003/2004, 2004/2005, 2006/2007
- Puchar Wspólnoty Autonomicznej Madryt: 20 (rekord)

1984/1985, 1985/1986, 1986/1987, 1987/1988, 1989/1990, 1991/1992, 1994/1995, 1995/1996, 1997/1998, 2000/2001, 2004/2005, 2005/2006, 2006/2007, 2007/2008, 2008/2009, 2009/2010, 2010/2011, 2011/2012, 2012/2013, 2013/2014
- Mistrzostwo Kastylii: 11 (rekord)

1932/1933, 1941/1942, 1942/1943, 1943/1944, 1947/1948, 1948/1949, 1949/1950, 1952/1953, 1953/1954, 1955/1956, 1956/1957

### Towarzyskie
- 8 Trofeo Marca: 1957, 1958, 1961, 1962, 1963, 1964, 1966, 1967
- 3 Trofeo Gol: 1942, 1943, 1944
- 3 Trofeo ACB “Memorial Héctor Quiroga”: 1985, 1988, 1989
- 3 Trofeo Teresa Herrera: 1987, 1989, 1991
- 2 Trofeo Montbrisson: 1959, 1960
- 2 Trofeos Open de París: 1962, 1963
- 2 Torneo de Navidad de Bruselas: 1948, 1950
- 2 Trofeo Diputación Valladolid: 1997, 2009
- 1 Copa Chapultepec: 1931
- 1 Torneo Primavera de Madrid: 1934
- 1 Trofeo Cupones Cork: 1946
- 1 Torneo de Navidad de Bruselas: 1948
- 1 Torneo Inauguración (Madrid): 1951
- 1 Torneo Bodas de Oro del Real Madrid: 1952
- 1 Torneo Bodas de Oro del Club: 1952
- 1 Torneo Bodas de Plata: 1955
- 1 Torneo de Lisboa: 1955
- 1 Torneo Bodas de Plata de la Sección: 1956
- 1 Torneo de Vigo: 1956
- 1 Torneo Triangular: 1956
- 1 Torneo de Gijón: 1956
- 1 Trofeo de Casablanca: 1962
- 1 Trofeo Bodas de Plata del Canoe: 1965
- 1 Trofeo Breogán: 1967
- 1 Galardón As de Oro: 1978
- 1 Trofeo Nuevo Banco (Madrid): 1978
- 1 Torneo de la Pollinica (Málaga): 1986
- 1 Trofeo Memorial Gasca (San Sebastián): 1986
- 1 Torneo de San Julián (Cuenca): 1987
- 1 Trofeo ACB: 1987
- 1 Trofeo 50 Aniversario Diario Sur: 1988
- 1 Trofeo Canal +: 1991
- 1 Trofeo Ciudad Zaragoza: 2011
- 1 Torneo Costa del Sol: 2012
- 1 Torneo Sportquarters de Guadalajara: 2012
- 1 Torneo Spa Porta Maris & Suites del Mar: 2012
- 1 Trofeo de Córdoba: 2013
- 1 Copa Euro Americana: 2014

### Indywidualne nagrody zawodników Realu Madryt od 1993 roku
MVP Ligi ACB (Runda Zasadnicza)
- Arvydas Sabonis – 1994, 1995
- Dejan Bodiroga – 1998
- Tanoka Beard – 1999
- Felipe Reyes – 2009, 2015
- Nikola Mirotić – 2013

MVP Ligi ACB (Play-off)
- Arvydas Sabonis – 1993, 1994
- Alberto Angulo – 2000
- Louis Bullock – 2005
- Felipe Reyes – 2007, 2013
- Sergio Llull – 2015

Najlepsza 5 Ligi ACB
- Elmer Bennett – 2004
- Felipe Reyes – 2007, 2008, 2009, 2015
- Ante Tomić – 2011
- Sergio Llull – 2012, 2015
- Rudy Fernández – 2013, 2014
- Nikola Mirotić – 2013, 2014
- Sergio Rodríguez – 2013, 2014

Zwycięzca konkursu rzutów za 3 punkty, w meczu gwiazd Ligi ACB
- Alberto Herreros – 1998, 1999
- Alberto Angulo – 2000
- Louis Bullock – 2004, 2006, 2008

Zwycięzca konkursu wsadów, w meczu gwiazd Ligi ACB
- Mickaël Gelabale – 2004, 2005

Najbardziej spektakularnie grający zawodnik Ligi ACB
- Rudy Fernández – 2013
- Sergio Rodríguez – 2014

MVP Pucharu Hiszpanii
- Joe Arlauckas – 1993
- Sergio Llull – 2012
- Nikola Mirotić – 2014
- Rudy Fernández – 2015
- Gustavo Ayón – 2016

MVP Superpucharu Hiszpanii
- Rudy Fernández – 2012
- Sergio Rodríguez – 2013
- Sergio Llull – 2014

MVP Euroligi
- Sergio Rodríguez – 2014

MVP Euroligi (Final Four)
- Arvydas Sabonis – 1995
- Andrés Nocioni – 2015

MVP Pucharu Interkontynentalnego
- Sergio Llull – 2015

Najlepsza 5 Euroligi
- Rudy Fernández – 2013, 2014
- Sergio Rodríguez – 2014
- Felipe Reyes – 2015

Rezerwowa 5 Euroligi
- Sergio Llull – 2011
- Nikola Mirotić – 2013, 2014
- Rudy Fernández – 2015

Wschodząca gwiazda Euroligi
- Nikola Mirotić – 2011, 2012

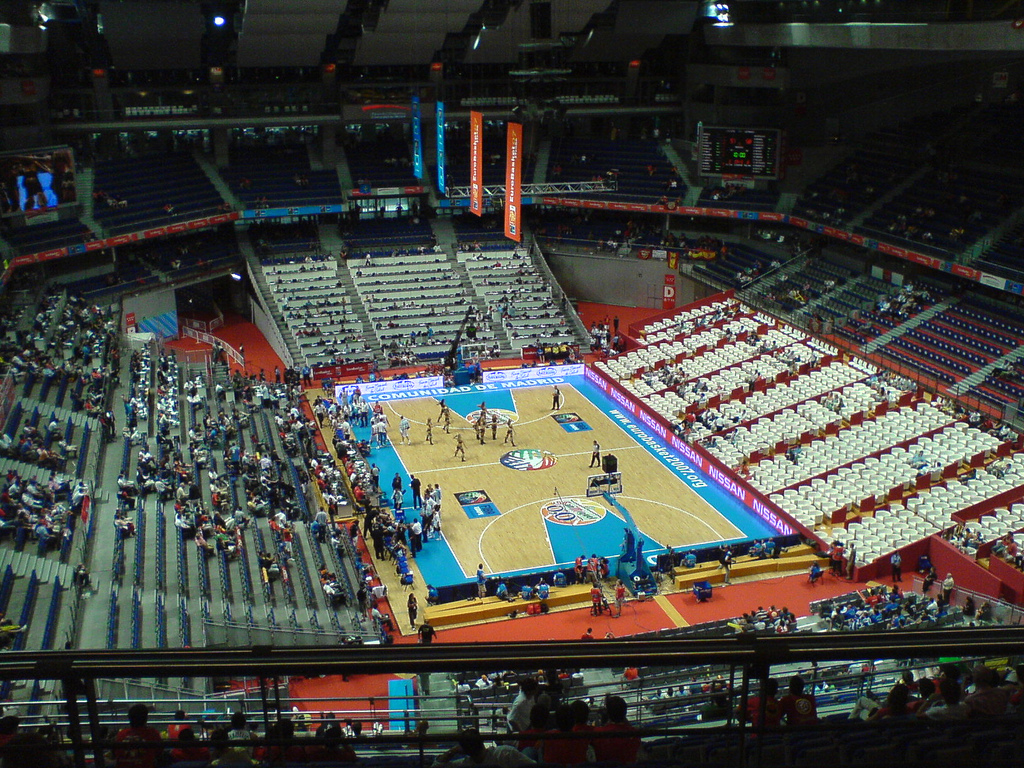
Hala podczas EuroBasketu w 2007

MVP Pucharu ULEB (Final Four)
- Charles Smith – 2007

## Hale

### Palacio de Deportes de la Comunidad de Madrid
Historia Palacio de Deportes de la Comunidad de Madrid rozpoczęła się w 1960, stając się niedługo później potem domowym gruntem koszykarskiej drużyny Realu Madryt. W czas 12 lat urzędowania tam, „Królewscy” zdobyli 3 tytuły mistrzów Hiszpanii, odnieśli 3 zwycięstwa w Pucharze Hiszpanii i jedno w Eurolidze. Drużyna Realu zakończyła swoją grę w Palacio de Deportes w 1998, a trzy lata później hala spłonęła. W 2005 została odbudowana, a jej architektami byli Enrique Hermoso i Paloma Huidobro. Odbudowana wersja hali może pomieścić około 15 tysięcy kibiców. W pierwszej dekadzie XXI wieku, rozgrywały się tu główne wydarzenia koszykarskie Europy. W niej odbył się EuroBasket 2007, a rok później także finał Euroligi. Od 2011 Real Madryt ponownie rozgrywa tu swoje mecze, dopisując do listy trofeów zdobytych w Palacio de Deportes zwycięstwo w Pucharze Hiszpanii, oraz Superpucharze Hiszpanii.